# Hypotrachyna paraphyscioides
Hypotrachyna paraphyscioides é uma espécie de líquen da família Parmeliaceae. Foi descrito cientificamente em 2011.